# Carl Wachtmeister (1720–1792)
Fredrik Georg Hans Carl Wachtmeister af Johannishus, född 22 september 1720 i Braunschweig, Niedersachsen, död 15 september 1792 på Johannishus slott, Blekinge län, var en svensk greve, militär och godsägare.

## Biografi
Carl Wachtmeister blev volontär vid Södra skånska kavalleriregementet och 1735 korpral där. Samma år blev han förare vid von Schwerins regemente i Stralsund. Wachtmeister utnämndes till fänrik 1740, ryttmästare 1746 och slutligen major vid kavalleriet 1747. Från 1742 tjänstgjorde Wachtmeister i kejserlig tjänst som adjutant hos furste Karl August av Waldeck-Pyrmont och bevistade slaget vid Raucourt. 1746 utnämndes han till kapten vid furstens regemente.
Wachtmeister var fideikommissarie till Johannishus slott, Tromtö herrgård, Knutstorps borg samt Trolleberg.

## Familj
Carl Wachtmeister tillhörde den grevliga ätten Wachtmeister af Johannishus nr 25. Han var son till amiralen greve Hans Wachtmeister och friherrinnan Sofia Dorotea von Metsch. Han gifte sig den 28 augusti 1748 med Hilla Birgitta Trolle, dotter av överstelöjtnanten Fredrik Trolle och Brtia Ramel. De fick tio barn. Bland de bemärks grevarna Hans Fredrik Wachtmeister, Carl Axel Wachtmeister, Claes Adam Wachtmeister och Gustaf Wachtmeister. Bland döttrarna gifte sig den äldsta, Henrik Birgitta, med landshövdingen friherre Salomon von Köhler och den yngsta, Sofia Lovisa, med landshövdingen greve Fredrik Georg Strömfelt.

## Utmärkelser
- Kommendör med stora korset av Kungl. Vasaorden, 21 november 1791.[1]
- Riddare av Kungl. Svärdsorden, 28 april 1757.[1]